# Channel Orange
Channel Orange (стилізовано як channel ORANGE) — дебютний студійний альбом американського співака Френка Оушена, випущений 10 липня 2012 року лейблом Def Jam Recordings.
Channel Orange має незвичайний музичний стиль, опираючись на електро-фанк, поп-соул, джаз-фанк, психоделічну музику та немузичні звуки, такі як кінодіалог та шум, які функціонують як інтермедії. У його піснях присутні теми нерозділеного кохання, декадансу, соціального класу та наркотиків, використовуючи сюрреалістичні образи, розмовні засоби та описові розповіді, що зображують темних персонажів. Він назвав альбом посиланням на неврологічне явище кольорової синестезії та колір, який він згледів влітку, коли вперше закохався.

## Список композицій
| Стандартне видання | Стандартне видання                            | Стандартне видання | Стандартне видання       | Стандартне видання |
| #                  | Назва                                         | Автор | Продюсер(и)              | Тривалість         |
| ------------------ | --------------------------------------------- | --- | ------------------------ | ------------------ |
| 1.                 | «Start»                                       | Christopher Breaux James Ho                                                                                              | Frank Ocean Malay        | 0:45               |
| 2.                 | «Thinkin Bout You»                            | Breaux Shea Taylor | Ocean Taylor             | 3:20               |
| 3.                 | «Fertilizer»                                  | James Fauntleroy [a] Reginald Perry [a]                                                                                  | Ocean Malay              | 0:39               |
| 4.                 | «Sierra Leone»                                | Breaux Ho | Ocean Malay Om'Mas Keith | 2:28               |
| 5.                 | «Sweet Life»                                  | Breaux Pharrell Williams                                                                                                 | Ocean Pharrell Williams  | 4:22               |
| 6.                 | «Not Just Money»                              | Rosie Watson | Jonathan Ikpeazu         | 0:59               |
| 7.                 | «Super Rich Kids» (за участю Earl Sweatshirt) | Breaux Ho Thebe Kgositsile Mark Morales [b] Nathaniel Robinson Jr. [b] Mark Rooney [b] Kirk Robinson [b] Roy Hammond [b] | Ocean Malay Keith        | 5:04               |
| 8.                 | «Pilot Jones»                                 | Breaux Taylor | Ocean Malay Keith        | 3:04               |
| 9.                 | «Crack Rock»                                  | Breaux Ho | Ocean Malay Keith        | 3:44               |
| 10.                | «Pyramids»                                    | Breaux Ho | Ocean Malay Keith        | 9:52               |
| 11.                | «Lost»                                        | Breaux Ho Micah Otano Edwin Paul Shelton II                                                                              | Ocean Malay Keith        | 3:54               |
| 12.                | «White» (за участю Джона Меєра)               | Breaux Tyler Okonma | Ocean Tyler, the Creator | 1:16               |
| 13.                | «Monks»                                       | Breaux Ho | Ocean Malay Keith        | 3:20               |
| 14.                | «Bad Religion»                                | Breaux Monte Neuble Charlie Gambetta Kevin Risto Waynne Nugent                                                           | Ocean Malay Keith        | 2:55               |
| 15.                | «Pink Matter» (за участю André 3000)          | Breaux Ho André Benjamin                                                                                                 | Ocean Malay Keith        | 4:28               |
| 16.                | «Forrest Gump»                                | Breaux Ho | Ocean Malay Keith        | 3:14               |
| 17.                | «End»                                         | Breaux Ho | Ocean Malay              | 2:14               |

| CD-видання | CD-видання                                           | CD-видання                | CD-видання |
| #          | Назва                                                | Автор                     | Тривалість |
| ---------- | ---------------------------------------------------- | ------------------------- | ---------- |
| 17.        | «End" / "Golden Girl» (за участю Tyler, the Creator) | Breaux Ho Williams Okonma | 8:43       |

## Сертифікації
| Регіон | Сертифікація  | Продажі |
| --- | ------------- | ------- |
| Австралія (ARIA)                                                                                                 | Платиновий    | 70 000^ |
| Канада (Music Canada)                                                                                            | Золотий       | 40 000^ |
| Данія (IFPI Denmark)                                                                                             | 5× Платиновий | 100 000 |
| Нова Зеландія (RIANZ)                                                                                            | 5× Платиновий | 75 000  |
| Велика Британія (BPI)                                                                                            | Платиновий    | 300 000 |
| США (RIAA) | Золотий       | 686,000 |
| ^відвантаження, що базуються лише на сертифікаціях · продажі+прослуховування, що базуються лише на сертифікаціях |               |         |